# Elektronischer Schalter

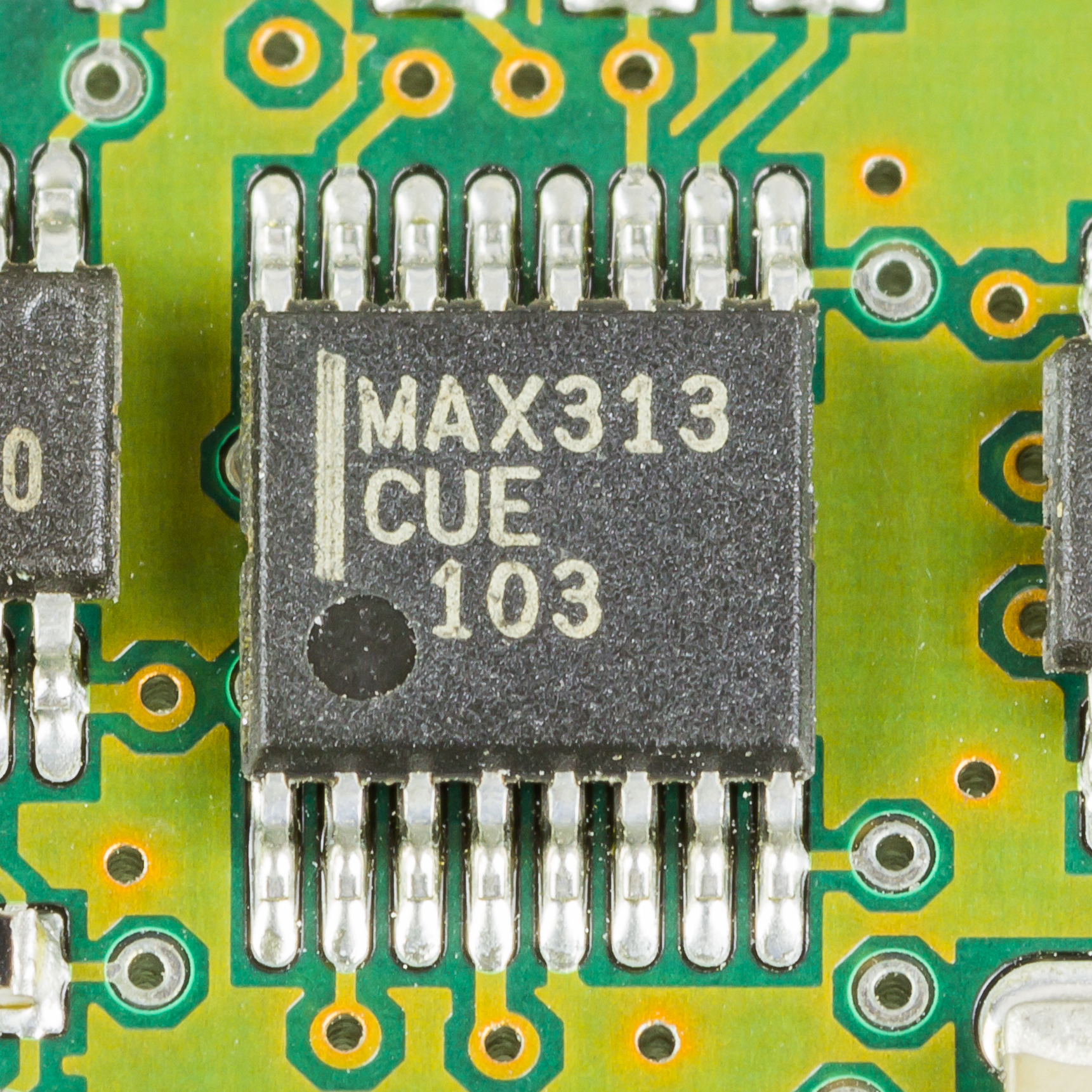
Elektronischer Schalter, Maxim Integrated MAX313

Ein elektronischer Schalter, auch Analogschalter oder Halbleiterschalter, ist Bestandteil einer elektronischen Schaltung, die die Funktion eines elektromechanischen Schalters realisiert. Dabei kommen als Schaltelemente Feldeffekttransistoren (FET) und Bipolartransistoren sowie Dioden zum Einsatz. In Kombination mit Vorschaltwiderständen werden Bipolartransistoren in Schaltanwendungen auch als Digitaltransistor bezeichnet. Im weiteren Sinn werden auch Thyristoren und Halbleiterrelais zu den elektronischen Schaltern gezählt.

## Allgemeines
Elektronische Schalter arbeiten wesentlich schneller als mechanische Relais oder mechanische Schaltkontakte und arbeiten prell- und verschleißfrei. Sie haben jedoch gegenüber jenen einen höheren Übergangswiderstand im eingeschalteten Zustand und ein geringeres Isolationsvermögen im ausgeschalteten Zustand.
Im eingeschalteten Zustand weisen elektronische Schalter eine elektrische Verbindung vom Eingang zum Ausgang auf, im ausgeschalteten Zustand ist der Eingang möglichst gut vom Ausgang elektrisch isoliert. Da elektronische Schalter wesentlich kürzere Schaltzeiten im Bereich bis unter eine Nanosekunden aufweisen, dienen sie vor allem als schnelle Schalter im Bereich der analogen Signalverarbeitung. Beispiele sind das Schaltelement in Abtast-Halte-Schaltungen bei Analog-Digital-Umsetzern oder zur Signalumschaltung in Schaltmatrizen.
Die elektrischen Eigenschaften eines elektronischen Schalters werden durch die folgenden Werte charakterisiert:
- Durchlasswiderstand (in der Regel ≤ 100 Ω)
- Sperrwiderstand (in der Regel ≥ 1 MΩ)
- Spannungsbereich, in dem die Eingangsspannung unverzerrt übertragen wird.
- Schaltzeit (meist unter 1 µs)
- Art der digitalen Ansteuerung – in vielen Fällen ein TTL- und CMOS-kompatibles Steuersignal.

Weiterhin sind folgende Werte bei Analogschaltern spezifiziert:
- elektrische Kapazität des Schaltpfades zum Rest der Schaltung
- Die elektrische Ladung, die während des Schaltvorganges aufgrund der Ansteuerung ausgetauscht wird; Diese sollte möglichst klein sein, denn sie führt zu einem Störspannungsimpuls auf der Signalleitung

## Typen

### Feldeffekttransistoren als Schalter

Serienschalter mit JFET

CMOS-Serienschalter mit MOSFET

Bei Feldeffekttransistoren lässt sich bei kleiner Spannung zwischen Drain-Source der Widerstand zwischen Drain-Source linear über die Spannung zwischen den Anschlüssen Gate-Source steuern. Dieses Verhalten lässt sich in elektronischen Schaltern verwenden.
So wird in der nebenstehenden Schaltung der JFET durch eine Steuerspannung USt gleich der maximal möglichen positiven Eingangsspannung eingeschaltet. Ausgeschaltet wird, indem die Steuerspannung USt um einige Volt unterhalb der kleinsten Eingangsspannung liegt. Zur Steuerung sind daher zusätzliche, nicht dargestellte Pegelumsetzer nötig, welche die nötigen Steuerspannungen beispielsweise aus einer Ladungspumpe beziehen.
Werden statt eines JFETs Metall-Oxid-Halbleiter-Feldeffekttransistoren (MOSFET) als Schalter eingesetzt, wie in zweiter Schaltung an der vereinfachten Schaltung eines CD4066 dargestellt, entfällt der Aufwand für Erzeugung der nötigen Steuerspannungen. Dafür müssen zwei MOSFET, je ein n-Kanal und ein p-Kanal, parallel vorgesehen werden. Sie stellen ein sogenanntes Transmission-Gate dar. Dieser elektronische Schalter wird durch eine positive Spannung USt = Ub eingeschaltet und durch USt = 0 V ausgeschaltet. Je nach Höhe der Eingangsspannung in Relation zur Steuerspannung leitet im eingeschalteten Zustand entweder der n-Kanal MOSFET, dies ist bei kleinen Eingangsspannungen bis zu Ub/2 der Fall, und darüber der p-Kanal MOSFET.

### Dioden als Schalter

Prinzipschaltung eines Diodenschalters

Dioden eignen sich wegen der hohen Sperrwiderstände und vergleichsweise geringen Durchlasswiderstände auch als elektronische Schalter. Sie werden für den Schaltbetrieb vorgespannt und erlauben bei geeigneten Dioden sehr schnelle Schalter mit Schaltfrequenzen über 1 GHz. Die eigentlichen Schaltdioden werden dazu in einer sogenannten Brückenschaltung, wie in nebenstehender Schaltung mit 4D bezeichnet, angeordnet. Im eingeschalteten Zustand werden die vier Dioden durch die beiden Konstantstromquellen I vorgespannt, wenn die Steuerspannung Us positiv ist. In diesem Fall ist die Ausgangsspannung Ua gleich der Eingangsspannung Ue.
Im ausgeschalteten Zustand, dies ist bei negativer Steuerspannung Us der Fall, wird der Strom I der beiden Konstantstromquellen über die beiden zusätzlichen Dioden D' abgeleitet, wodurch die vier Dioden in der Brücke sperren. Der Ausgang ist damit hochohmig vom Eingang getrennt.
Anforderungen an die Dioden sind eine kleine Sperrschichtkapazität und ein geringer differentieller Widerstand im leitenden Fall. Für die zweite Anforderung ist ein relativ hoher Strom in Vorwärtsrichtung nötig, da der differentielle Widerstand einer Diode umgekehrt proportional zum Strom ist. Für hohe Frequenzen kann ein geringerer differentieller Widerstand auch erreicht werden, wenn die Lebensdauer der Ladungsträger in der Diode lang genug ist, wie dies bei der pin-Diode der Fall ist. pin-Dioden werden aus diesem Grund auch als gleichstromgesteuerte HF-Schalter verwendet.